# Идријска Бела
Идријска Бела (словен. Idrijska Bela, итал. Bella d’Idria) је насељено место у општини Идрија, Горишка регија, Словенија.

## Историја
До територијалне реорганизације у Словенији била је у саставу старе општине Идрија.

## Становништво
У попису становништва из 2011. године, Идријска Бела је имала 76 становника.
| Број становника према пописима | Број становника према пописима | Број становника према пописима |
| ------------------------------ | ------------------------------ | ------------------------------ |
| 1991                           | 2002                           | 2011                           |
| 57                             | 82                             | 76                             |

Напомена: До 1952. исказивано под именом Бела. Године 1963. повећана за дио насеља Чековник, а смањена за дио насеља придруженог насељу Задлог.

## Галерија
- брана Брусове клавже
- брана Путрихове клавже